# Риженко Сергій Анатолійович
Риженко Сергій Анатолійович (нар. 1 вересня 1963 року в Корсуні-Шевченківському Черкаської області) — український лікар. Доктор медичних наук, професор. Заслужений лікар України. Головний лікар Дніпровської обласної клінічної лікарні ім. Мечникова. Член Постійної комісії Дніпропетровської обласної ради з питань охорони здоров'я, дитинства та материнства.

## Життєпис
- 1984 року закінчив Київське медичне училище № 2, служив у армії.
- 1992 — закінчив Дніпропетровський медичний інститут за фахом лікувальна справа, кваліфікація — «лікар».
- 1992—1994 — лікар міської лікарні № 15 Дніпропетровська, у 1994—1995 — лікар-інспектор управління охорони здоров'я Дніпропетровського міськвиконкому, 1995—1999 рр. — головний лікар 7-ї клінічної лікарні Дніпропетровська, у 1999—2010 — головний державний санітарний лікар Дніпропетровської області.

У 2010 та 2011 роках займав посаду першого заступника міністра охорони здоров'я та головного державного санітарного лікаря України
З вересня 2011 — головний лікар Дніпропетровської обласної лікарні ім. Мечникова.

## Політика
1998 року став депутатом Дніпропетровської міськради, 2002 був депутатом обласної ради, очолював комісію з питань базових галузей економіки, соціальної політики, праці та екології.
За часів Януковича, 3 липня 2010 року призначений на посаду першого заступника міністра охорони здоров'я (на той час Зіновій Митник) — головний державний санітарний лікар України.
28 грудня 2010 указом президента Януковича звільнений з поста першого заступника міністра — головного санлікаря і призначений главою Державної санітарно-епідеміологічної служби, утвореної в результаті адмінреформи. У червні 2011 року на цій посаді його змінив Анатолій Пономаренко.
З 2015 — депутат Дніпропетровської облради від фракції «Солідарність», партія «Європейська солідарність» Петра Порошенка. Кандидат в мери Дніпра від партії «Слуга народу», з 2020 року - голова фракції цієї політсили в міській раді Дніпра.

## Нагороди
- Почесна грамота Кабінету Міністрів України (2002)[12]
- Орден «За заслуги» III ступеня, отримав від 2-го Президента України Леоніда Кучми (2001),
- Орден «За заслуги» II ступеня, отримав від 3-го Президента України Віктора Ющенка (2009),
- Орден «За заслуги» I ступеня, отримав від 4-го Президента України Віктора Януковича (2013)[13]
- Орден князя Ярослава Мудрого V ступеня, отримав від 5-го Президента України Петра Порошенка (2015)[14]
- Орден князя Ярослава Мудрого IV ступеня, отримав від 6-го Президента України Володимира Зеленського (2020)[15].

У 2014 році отримав премію «Людина року в Україні» — за забезпечення роботи Дніпропетровської обласної лікарні імені Мечникова як фактично військового шпиталю. Лише в період 3 9 травня 2014 року по 5 лютого 2015 року лікарня під керівництвом Риженка прийняла 1001 важкопораненого атовця, в ході оперативних та ранімаційних заходів 99 % важкопоранених на фронті було врятовано.
Також має нагороди від керівництва області

## Особисте життя
Одружений. Виховує двох доньок.